# Ахладија (Кожани)
Ахладија (грч. Αχλαδιά) је насељено место у општини Горуша у периферији Западна Македонија, Грчка. Према попису из 2021. године било је 13 становника.
Према бугарском географу и историчару, Василу Канчову, у Ахладији је 1900. године живело 125 Грка муслимана (Валахади) и 40 Грка хришћана (међу муслиманима је било Албанаца а међу хришћанима 2-3 куће Словена). Ахладија се налази у области Населица, која је некада била насељена словенским становништвом које је касније хеленизовано. Почетком 20. века хришћанско становништво је напустило село. Године 1923. муслиманско становништво је принудно исељено у Турску а на њихово место је насељено 18 грчких избегличких породица, којих је на попису из 1928. године било 72. Село се раније звало Мазган.